# Pseudeutropius
Pseudeutropius (Псевдотропіус) — рід риб родини Horabagridae ряду сомоподібні. Має 4 види. Наукова назва походить від грецьких слів pseudes, тобто «несправжній», eu — «добрий», та tropius — «кіль».

## Опис
Загальна довжина представників цього роду коливається від 8 до 11 см. Голова коротка, витягнута. Очі доволі великі. Є 4 пари вусів, з яких 1 пара на нижній щелепі довга, 2 інші нижньощелепні пари коротше, а 1 пара на верхній щелепі — вкрай коротка. Спинний плавець невеличкий, короткий, з 1 жорстким променем. Грудні та черевні плавці також маленькі. Жировий плавець відсутній. Анальний плавець дуже довгий, помірно широкий. Хвостовий плавець розділено з вузькими лопатями.
Забарвлення переважно сріблясте або металеве, з блідо-блакитним відтінком. Колір бічної лінії темніше, контрастний.

## Спосіб життя
Це демерсальні риби. Воліють до прісної води. Зустрічаються в річках і озерах. Утворюють значні косяки. Активні вдень та на світанку. Живляться зоопланктоном, дрібними водними безхребетними, личинками комах.

## Розповсюдження
Зустрічаються в Індії й на островах Суматра і Калімантан (Індонезія).

## Тримання в акваріумі
Потрібно ємність від 100 літрів. На дно насипають дрібний пісок і декорують середнього розміру камінням і невеликими корчами. В одному з кутів не завадить підвісити пучок тонких гілок, що звисають у воду. Рослини висаджують уздовж задньої стінки акваріума.
Неагресивні риби. Тримають групою від 10 особин. Сусідами повинні бути рибки більш меншого розміру, ніж сомики, інакше вони постійно будуть у стресі. Для цього підійдуть расбори, даніо і сомики роду акісіс. Дрібних рибок, типу мікрорасбор можуть вживати на вечерю.
Перший час адаптації слід уникати різких рухів перед акваріумом. Соми починають метушитися і не завжди приходять до тями. З цієї причини сомів, яких довго виловлював недосвідчений продавець, ганяючи їх по всьому акваріуму, краще не купувати.
Їдять в неволі дрібний живий харч. Без особливих проблем переходять на замінники — фарш з морепродуктів. Беруть і сухий корм, але не завжди. З технічних засобів знадобиться внутрішній фільтр середньої потужності для створення помірної течії, компресор. Температура тримання повинна становити 24-26 °C.

## Види
- Pseudeutropius brachypopterus
- Pseudeutropius indigens
- Pseudeutropius mitchelli
- Pseudeutropius moolenburghae